# Grazia comune
Con il termine grazia comune, la teologia cristiana si riferisce a quella grazia che Dio manifesta a tutta l'umanità indistintamente. È "comune" perché i suoi benefici sono avvertiti da ogni creatura umana senza distinzione fra persona e persona. È "grazia" perché è immeritata e dispensata sovranamente da Dio.
Il concetto di grazia comune è particolarmente rilevante nel Calvinismo, perché in questo modo esso la differenzia dalla grazia "speciale" o "salvifica", quella che Dio manifesta solo a coloro che Egli ha deciso di redimere e salvare. Cfr. il concetto di predestinazione.

## Aspetti della grazia comune
Secondo le parole dello studioso riformato Louis Berkhof, "La grazia comune tiene sotto controllo il potere distruttore del peccato, mantiene una certa misura di ordine morale nell'universo, rendendo così possibile una vita ordinata, distribuisce a vari gradi doni e talenti fra gli uomini, promuove lo sviluppo della scienza e dell'arte, e conferisce indicibili benedizioni sui figli degli uomini" (Berkhof, Systematic Theology, quando riassume la posizione di Giovanni Calvino sulla grazia comune). I vari aspetti della grazia comune di Dio verso l'intera umanità possono essere generalmente raggruppati in tre categorie.

### La cura provvidenziale di Dio nel creato
Dio si prende cura del creato e lo sostiene. Questo lo si chiama divina provvidenza ed è una grazia dispensata a tutti. La Bibbia dice, per esempio, che "Egli sostiene tutte le cose con la parola della sua potenza" (Ebrei 1:3; cfr. Giovanni 1:1-4). Che Dio provveda nella Sua grazia ad ogni Sua creatura è palese nello svolgersi delle stagioni, dalla semina al raccolto. È di questa provvidenziale grazia comune che Gesù parla rammentando ai Suoi ascoltatori che: "egli fa levare il suo sole sopra i malvagi e sopra i buoni, e fa piovere sui giusti e sugli ingiusti" (Matteo 5:45). Vediamo pure evidenza della grazia comune di Dio nello stabilirsi di varie strutture della societâ umana, fra cui l'unità familiare. Anche i genitori pagani sanno che devono educare i propri figli (Matteo 7:9,10) per farli diventare adulti responsabili.

### I limiti provvidenziali che Dio pone alla diffusione del peccato
Nella Bibbia l'apostolo Paolo insegna che le autorità civili e di polizia sono state istituite da Dio per mantenere l'ordine e punire i malfattori: "Ogni persona stia sottomessa alle autorità superiori; perché non vi è autorità se non da Dio; e le autorità che esistono, sono stabilite da Dio. Perciò chi resiste all'autorità si oppone all'ordine di Dio; quelli che vi si oppongono si attireranno addosso una condanna; infatti i magistrati non sono da temere per le opere buone, ma per le cattive. Tu, non vuoi temere l'autorità? Fa' il bene e avrai la sua approvazione, perché il magistrato è un ministro di Dio per il tuo bene; ma se fai il male, temi, perché egli non porta la spada invano; infatti è un ministro di Dio per infliggere una giusta punizione a chi fa il male" (Romani 13:1-5). Sebbene siano strumenti fallibili della grazia comune di Dio, i governi civili sono chiamati qui "ministri di Dio" e non devono essere temuti da chi fa il bene. Dio, inoltre, opera sovranamente attraverso le circostanze per porre un limite al comportamento peccaminoso delle persone: ""Dio gli disse nel sogno: «Anch'io so che tu hai fatto questo nella integrità del tuo cuore: ti ho quindi preservato dal peccare contro di me; perciò non ti ho permesso di toccarla" (Genesi 20:6); "Ora dunque, mio signore, com'è vero che vive il SIGNORE e che anche tu vivi, il SIGNORE ti ha impedito di spargere sangue e di farti giustizia con le tue proprie mani. I tuoi nemici e quelli che vogliono fare del male al mio signore siano come Nabal!" (1 Samuele 25,26).

### La funzione della coscienza umana
L'apostolo Paolo dice che "...quando degli stranieri, che non hanno legge, adempiono per natura le cose richieste dalla legge, essi, che non hanno legge, sono legge a sé stessi; essi dimostrano che quanto la legge comanda è scritto nei loro cuori, perché la loro coscienza ne rende testimonianza e i loro pensieri si accusano o anche si scusano a vicenda" (Romani 2:14,15). Attraverso la grazia comune, l'umanità decaduta conserva una coscienza per indicare le differenze fra il bene ed il male. Questo può essere basato sul fatto che gli esseri umani, per quanto caduti nel peccato, conservano in una certa qual misura la "immagine di Dio" in loro stessi, quella con la quale erano stati originalmente creati (Genesi 9:6; 1 Corinzi 11:7).
Per riassumere, la grazia comune di Dio la si rileva nella cura continua che Egli manifesta per la Sua creazione, nel fatto che Egli metta dei limiti alla malvagità umana che, se fosse incontrollata, condurrebbe ben presto alla distruzione della stessa umanità, diventando la società intollerabile ed ingovernabile; nel rendere possibile all'umanità di vivere assieme in modo relativamente ordinato e cooperativo, come pure nel conservare nell'essere umano la consapevolezza generale di ciò che è bene e ciò che è male nel suo comportamento.

## Il contrasto con la grazia speciale
La grazia speciale, nella teologia riformata, è la grazia per la quale Dio redime, santifica e glorifica il Suo popolo, coloro, cioè che sovranamente ed immeritatamente a questo elegge. A differenza della grazia comune, accordata a tutti indistintamente, la grazia speciale è accordata solo a coloro che Egli elegge a vita eterna attraverso la fede in Gesù Cristo. Questa grazia speciale è spesso connessa con i Cinque punti del Calvinismo come Grazia irresistibile o efficace.

### Distinzione fra Calvinismo ed Arminianesimo
Sia il Calvinismo che l'Arminianesimo accettano generalmente il concetto di grazia comune nel senso delle benedizioni immeritate che Dio estende a tutta l'umanità. L'Arminianesimo, però, vede questa grazia comune come includente pure ciò che è stato definito: "grazia sufficiente comune" o la "grazia universale preveniente" della scuola wesleyana, per la quale gli effetti della Caduta sono in una certa qual misura bypassati per permettere l'esercizio del libero arbitrio e della capacità morale a distinguere le cose spirituali ed a volgersi con fede a Cristo per la salvezza. Il Calvinista, però, sostiene che la grazia comune di Dio non migliora la natura umana depravata ed irrigenerata, non cambia il cuore di una persona ed ha motivazioni diverse dai Suoi propositi di salvezza eterna.

## Il dibattito nell'ambito riformato
Uno dei primi a scrivere estesamente sulla grazia comune è stato il teologo riformato olandese Abraham Kuyper. Gli aspetti specifici della dottrina sulla grazia comune sono stati talora controversi e a volte duramente contestati da alcuni calvinisti. Specialmente nella tradizione olandese è stata la causa di divisioni. Per esempio, nel 1924 il Sinodo della Chiesa Cristiana Riformata (CRC) adotta quel che sarà poi conosciuto come "I tre punti della grazia comune". Alcuni pastori della CRC rifiutano di sottoscrivere questi "Tre punti" ed essi (con la maggioranza dei loro concistori) vengono o sospesi o deposti. Questo conduce alla nascita in America delle Chiese Protestanti Riformate (PRC) sulla base che questi "tre punti" contraddirebbero l'insegnamento della Scrittura e delle Confessioni di fede riformate.
La posizione di Herman Hoeksema e di tutti i leader delle Chiese protestanti riformate è unica a questa denominazione (non trova riscontro altrove) ed è basata su una concezione elevata della parola "grazia" come concetto biblico da applicarsi solo agli eletti. Secondo Hoeksema (e la PRC) i doni immeritati di Dio, come il sole, la pioggia, ecc. sono espressioni della "provvidenza". Dato che per i credenti la provvidenza è al servizio della grazia, proprio perché contribuisce alla loro crescita spirituale, non può essere "grazia" per i non credenti, non è mandata loro per amore e per loro solo contribuisce alla condanna di coloro che mai crederanno, allo stesso modo in cui la pioggia fa bene all'albero vivente, ma fa sì che l'albero morto marcisca.
Connesso al primo punto della grazia comune, che afferma come la "grazia comune" di Dio si dimostri nell'"offerta generale" dell'Evangelo, Hoeksema afferma che tale concezione è puro arminianesimo. Sebbene, infatti, Dio comandi a tutti di ravvedersi e di credere, e che questo comando debba essere predicato a tutti, Hoeksema insiste che esso, come ogni altro comando a fare ciò che è giusto nella Bibbia, non è una "offerta bene-intenzionata" (well-meant offer) dato che è impossibile, per chi non è rigenerato, l'essere umano totalmente depravato, di farlo veramente senza la grazia salvifica di Dio. Per poter essere veramente una "offerta", l'essere umano deve essere in grado di riceverla. La dottrina calvinista della depravazione totale nega questa capacità, mentre l'arminianesimo afferma che tutti siano capaci di scegliere pro o controb Dio. Hoeksema conclude che, sebbene che si possa giustamente dibattere se Dio possa giustamente comandare ad un uomo di fare ciò che non è in grado di fare, essi non possono farlo pretendendo che sia Calvinismo.